# Yasaburo Sugawara
Yasaburo Sugawara, född den 26 november 1952 i Katagami, Japan, är en japansk brottare som tog OS-brons i lättviktsbrottning i fristilsklassen 1976 i Montréal.